# Accord de Ouagadougou (2013)
Pour les articles homonymes, voir accord de Ouagadougou.
L'accord de Ouagadougou est signé le 18 juin 2013 entre la république du Mali et les groupes armés rebelles du MNLA et du HCUA.

## Contexte
En 2013, le Nord du Mali est reconquis par l'armée malienne, la France, le Tchad et d'autres pays africains. Les rebelles du Mouvement national pour la libération de l'Azawad ont profité de la déroute des djihadistes pour reprendre possession de plusieurs villes au nord du Mali, et notamment Kidal.
D'abord hostile à la tenue d'élections maliennes à Kidal, le MNLA accepte finalement en mai de permettre la tenue de la présidentielle en juillet, cependant il refuse de laisser entrer l'armée malienne et propose que la sécurité des élections soit assurée par les troupes de l'ONU aussi bien à Kidal que dans l'ensemble de l'Azawad. Cette proposition est rejetée par le gouvernement malien qui exige la présence de l'armée à Kidal.
Cependant le 2 juin, la situation s'aggrave à Kidal où le MNLA arrête 180 personnes, une trentaine est relâchée le lendemain mais environ 10 ou 20 prisonniers, accusés d'être des espions et des militaires maliens infiltrés sont maintenus en prison. De son côté, le gouvernement malien accuse le MNLA d'avoir commis des pillages contre les populations noires (Songhaïs, Peuls et Bellas). Selon des témoins, plus habitants noirs sont contraints de prêter allégeance au MNLA sous peine d'être chassés de Kidal et évacués vers Gao. Le lendemain, le MNLA déclare que les personnes interpellées qui ne sont pas originaires de l'Azawad vont être expulsées et reconduites jusqu'à Douentza,,.
Le 4 juin, l'armée malienne se met en mouvement et s'empare d'Anéfif après un combat contre le MNLA qui fait plusieurs morts. Le même jour, un kamikaze tente d'assassiner un colonel du MNLA à Kidal, il se fait exploser mais ne fait qu'un blessé. La France intervient après le combat, elle envoie une centaine d'hommes à Anéfis et freine l'offensive malienne sur Kidal.

## Signature
Les négociations débutent le 6 juin, elles s'ouvrent dans un contexte tendu car la veille, l'armée malienne s'emparait de la ville d'Anéfif après la bataille d'Anéfif livrée contre le MNLA.
Le 7, l'émissaire du président malien Tiébilé Dramé demande que le Mouvement arabe de l'Azawad (MAA) et les milices Ganda Koï participent aux négociations. Mais les groupes armés touaregs et la médiation burkinabè refusent.
Les trois premiers jours, les discussions bloquent. Le Mali demande un désarmement du MNLA dès l'entrée de ses troupes à Kidal tandis que les rebelles exigent la suspension du mandat d'arrêt international émis par le gouvernement contre ses principaux membres.
Un accord est finalement trouvé afin de permettre la tenue de l'élection présidentielle à Kidal pour la fin du mois de juillet. Une commission mixte est mise en place, comprenant quatre membres de l'armée, quatre membres des groupes rebelles, ainsi que des représentants de l'armée française et de la MINUSMA. Elle a pour mission de planifier le retour de l'armée et de l'administration à Kidal et d'encadrer le processus sécuritaire.
Un cessez-le-feu immédiat est décrété, ainsi qu'un cantonnement des combattants rebelles. Le Mali renonce à son exigence d'un désarmement immédiat des rebelles touaregs, en échange le MNLA accepter le déploiement de l'armée malienne à Kidal. Le MNLA et le HCUA obtiennent également la mention du mot « Azawad » dans l'accord malgré l'opposition de Bamako, en revanche ils n'obtiennent pas la suspension des poursuites judiciaires contre certains de leurs membres.
L'accord est signé le 18 juin 2013, après 11 jours de négociations. Il est signé, côté malien par le ministre de l'Administration territoriale, le colonel Moussa Sinko Coulibaly, et par Bilal Ag Acherif, secrétaire-général du MNLA et Algabass Ag Intalla, représentant du HCUA, en présence du président burkinabè, Blaise Compaoré, médiateur dans la crise malienne.

## Application
Le 5 juillet, conformément aux accords signés, les forces du MNLA et du HCUA commencent leur retrait sur trois cantonnements, dont deux situés à Kidal, le troisième en périphérie. Le lendemain, 150 soldats maliens font leur entrée dans Kidal. La réaction de la population n'est pas unanime, des échauffourées opposent manifestants pro-Mali et manifestants pro-Azawad, elles font plusieurs blessés,,. Le 18 juillet, de nouvelles émeutes éclatent entre des pro-Mali, en majorité des Songhaïs et des pro-Azawad, majoritairement touaregs, elles font un mort et 7 blessés.
Les deux tours de l'élection présidentielle se déroulent sans incidents le 28 juillet et le 11 août. Ibrahim Boubacar Keïta est élu président avec 77,61 % des voix, contre 22,4 % pour Soumaïla Cissé, avec une participation de 48,98 % au premier tour, 45,78 % au deuxième.
Après s'être affrontée entre février et mai 2013, le MAA et le MNLA se réconcilient pendant les négociations de Ouagadougou. Le 8 août, le MNLA, le HCUA et le MAA publient une déclaration commune où ils réclament l'autonomie des peuples de l'Azawad.

## Tensions et incidents
Une seconde phase doit s'ouvrir dans les négociations dans les deux mois qui suivent l'élection présidentielle. Les discussions doivent porter sur le statut administratif de l'Azawad et les stratégies de développement pour cette zone.
Cependant les négociations pour un traité de paix définitif piétinent dans les mois qui suivent. Alors que lors des précédentes rébellions touarègues, la Libye de Mouammar Kadhafi assurait traditionnellement la médiation entre les autorités et les rebelles, aucun pays ne joue ce rôle en 2013.
Un premier incident sanglant éclate à Foïta, près de Léré, le 11 septembre. Un accrochage oppose des soldats maliens et des hommes du MNLA, plusieurs combattants sont tués ou blessés. Les deux camps se rejettent respectivement la responsabilité de l'attaque.
Le MNLA dénonce une violation des accords de Ouagadougou et déclare les engagements n'ont pas été respectés, selon lui le cantonnement des insurgés n'a pas été pris en charge par l'ONU, la MINUSMA est jugée « incompétente », les prisonniers de guerre n'ont pas été libérés et la commission d'enquête de la communauté internationale n'a pas été mise en place. Plusieurs membres du MNLA feraient pression sur Bilal Ag Acherif pour reprendre les armes. De son côté, la presse malienne dénonce l'indiscipline des combattants du MNLA et affirme que plusieurs d'entre eux se livrent au banditisme.
Le 26 septembre, le MNLA, le HCUA et le MAA publient un communiqué commun dans lequel ils déclarent suspendre les négociations avec le gouvernement malien à la suite du refus du président d'Ibrahim Boubacar Keïta de négocier l'autonomie du Nord du Mali,,. Le 27, deux militaires maliens sont blessés à Kidal par des jets de grenades.
Le 29 septembre, dans la soirée, une escarmouche oppose des soldats maliens à des combattants du MNLA, près du marché et du camp militaire à Kidal. La fusillade dure près d'une heure, mais finalement, les belligérants se replient sur leurs bases alors que les Français et les Casques bleus de la MINUSMA organisent des patrouilles. Le lendemain, une nouvelle fusillade éclate à Kidal, plusieurs combattants sont blessés dans ces affrontements, les Français et les Casques bleus de la MINUSMA interviennent pour séparer les belligérants,.
Le 2 octobre 2013, le gouvernement malien libère 23 hommes du MNLA capturés entre mars et août 2013. Le 5, les groupes armés autonomistes reprennent les négociations avec le gouvernement malien.
Le 8 novembre, un nouvel accrochage oppose des soldats maliens et des hommes du MNLA à Amazragane, près de Ménaka, il fait au moins trois morts. Le 16 novembre, à Kidal, le MNLA abandonne les bâtiments publics aux autorités maliennes, mais le 27 et le 28 alors que la visite du Premier ministre Oumar Tatam Ly est attendue, l'aéroport de Kidal est envahi par des manifestants pro-Azawad malgré la présence de militaires maliens. Des coups de feu sont tirés, trois personnes sont blessées selon le gouvernement malien, d'après le MNLA un manifestant est tué et cinq autres sont blessés. Le 29 novembre, certains représentants du MNLA annoncent que le mouvement reprend la guerre contre le gouvernement malien, ces déclarations sont cependant contestées par d'autres responsables du mouvement,,.
En janvier 2014, l'Algérie propose sa médiation pour négocier avec les groupes armés. Une plate-forme est signée à Alger, mais cet accord est dénoncé par des membres du HCUA et du MAA, alors que le MNLA avait boycotté la rencontre,,.

Selon Pierre Boilley, directeur de l'Institut des mondes africains : 

« Il est important de rappeler que le MNLA a tenu ses engagements, ceux signés à Ouagadougou : il n'a pas perturbé les élections présidentielles et il a accepté l'idée de l'intégrité territoriale du Mali en abandonnant toute velléité d'indépendance. Selon ces mêmes accords, les autorités maliennes avaient promis de s'engager, 60 jours après l'élection présidentielle, à discuter de 'l'organisation territoriale et institutionnelle du nord du Mali. Elles n'ont pas tenu leurs engagements. »

Pour Philippe Hugon, spécialiste du Mali à l'Institut de relations internationales et stratégiques (Iris) : 

« Il y a une relative intransigeance des autorités maliennes dans ce dossier. Bamako rechigne à s'asseoir autour d'une table pour discuter d'une éventuelle autonomie des Touareg. Pourtant, ces derniers ne réclament plus l'indépendance de l'Azawad. Ils demandent une reconnaissance de leur spécificité. »

## Reprise des combats
Le 17 mai 2014, la visite du Premier ministre malien Moussa Mara à Kidal provoque des affrontements entre les l'armée malienne et les rebelles du MNLA, du HCUA et du MAA. Les rebelles s'emparent du gouvernorat après des combats qui font plusieurs dizaines de morts. La MINUSMA et les Français de l'opération Serval interviennent et parviennent à obtenir un accord de cessez-le-feu entre l'armée malienne et les rebelles,. Le 19 mai, les groupes armés appellent à l'apaisement et « la relance du processus de paix », mais le 18 à Gao, le Premier ministre Moussa Mara déclare que « La république du Mali est en dorénavant en guerre ». Le 21, l'armée malienne lance une offensive pour reprendre la ville de Kidal.